# Галимов, Фарит Хабибрахманович
Фарит Хабибрахманович Галимов (11 декабря 1940, Петропавловск, Казахская ССР) — казахский государственный и общественный деятель. Заслуженный деятель Казахстана.

## Биография
Родился 11 декабря 1940 года в Петропавловске.
В 1968 году окончил Уральский политехнический институт имени С. М. Кирова по специальности «инженер-строитель».
В 1982 году окончил Институт управления народным хозяйством при Академии народного хозяйства СССР.
Автор книги «Организация управления капитальным строительством в условиях рыночной экономики» (1992), ряда публикаций в прессе.

## Трудовая деятельность
С 1959 по 1960 годы — бетонщик, слесарь-сборщик железобетонного завода треста «Стройматериалы».
С 1960 по 1975 годы — маляр, мастер, прораб, начальник Производственно-технического отдела, главный инженер, начальник Строительно-монтажного управления треста «Петропавловскстрой».
С 1975 по 1990 годы — главный инженер, управляющий трестом, начальник ПСО «Кокчетавстрой».
С февраля 1990 по декабрь 1990 года — председатель Государственного строительного комитета Казахской ССР.
С января 1991 по сентябрь 1993 года — президент государственно-акционерного концерна «Казахстанстрой».
С сентября 1993 по ноябрь 1996 года — первый заместитель, заместитель министра строительства, жилья и застройки территорий Республики Казахстан.
С ноября 1996 по январь 1998 года — председатель Государственной комиссии по передислокации высших и центральных органов в город Акмолу — министр Республики Казахстан.
С января 1998 по октябрь 2002 года — первый заместитель Акима города Акмолы (Астаны).
С майя 2004 года — президент Ассоциации застройщиков Казахстана.
С января 2009 года — советник президента АО «Национальная компания „Казахстан темир жолы“».

## Выборные должности, депутатство
С 1999 по 2004 годы — депутат Сената Парламента Республики Казахстан ІI созыва
С 2004 по 2007 годы — депутат Сената Парламента Республики Казахстан IІІ созыва
С 2007 по 2012 годы — депутат Сената Парламента Республики Казахстан ІV созыва

## Награды и звания
- 1986 — орден «Знак Почёта»
- 2005 — орден Курмет[2]
- 2016 — Орден «Барыс» 2 степени[3]
- «Заслуженный деятель Казахстана»
- «Почётный строитель Республики Казахстан»
- Почётный гражданин города Астаны (10 декабря 2007)
- Почётный гражданин Акмолинской области (10 декабря 2010)
- Почётная грамота Сената Парламента Республики Казахстан (2008)
- Почётный профессор Казахстанско-Российский университет
- Государственные юбилейные медали
- 2001 — Медаль «10 лет независимости Республики Казахстан»
- 2005 — Медаль «10 лет Конституции Республики Казахстан»
- 2005 — Медаль «10 лет Парламенту Республики Казахстан»
- 2008 — Медаль «10 лет Астане»
- 2011 — Медаль «20 лет независимости Республики Казахстан»
- 2016 — Медаль «25 лет независимости Республики Казахстан»
- 2018 — Медаль «20 лет Астане»[4]